# Rassundari Devi
Rassundari Devi (em bengali: রাসসুন্দরী দেবী; Potajia, 1810 – Calcutá, 1899) foi uma escritora indiana.
Autora da primeira autobiografia escrita por uma mulher no sul da Ásia, sua obra, Aamar Jiban (Minha Vida), publicada em 1876, é uma referência seminal da literatura bengali e do testemunho feminino na Índia do século XIX.

## Biografia
Devi nasceu em 1810 na vila de Potajia, no distrito de Pabna, região atualmente situada em Bangladesh. Órfã de pai ainda na infância, foi criada pela mãe em um ambiente profundamente religioso. Como era comum na época, foi casada aos 12 anos com Sitanath Sarkar, um fazendeiro da vila de Ramdia, no distrito de Faridpur.
A vida de Rassundari foi marcada pelas tarefas domésticas intensas e pela maternidade; teve doze filhos, dos quais apenas cinco sobreviveram. Durante muitos anos, viveu sob as restrições impostas às mulheres de sua época, que não podiam frequentar escolas ou mesmo expressar o desejo de aprender a ler. Ainda assim, por volta dos 25 anos, ela começou a alfabetizar-se sozinha, utilizando páginas dos livros religiosos do filho e escondendo sua atividade da família.
Mais tarde, com o apoio de um de seus filhos, aprendeu também a escrever. Já viúva, aos 59 anos, iniciou a redação de sua autobiografia, na qual narra as dificuldades que enfrentou, sua fé e sua luta por educação.

## Obra
A principal obra de Devi é Aamar Jiban (Minha Vida), considerada a primeira autobiografia escrita por uma mulher na Índia. A primeira parte foi publicada em 1876, composta por 16 seções com reflexões espirituais, memórias familiares e o relato de sua aprendizagem autodidata. A segunda parte foi escrita em seus últimos anos de vida e publicada postumamente em 1906.
A linguagem da obra é simples, sincera e marcada pela religiosidade. A autora usa metáforas, como a de um “pássaro enjaulado”, para descrever a situação das mulheres em sua sociedade. O texto combina elementos devocionais com crítica social implícita, abordando temas como casamento infantil, luto, analfabetismo feminino e autonomia intelectual.

## Legado
Aamar Jiban é um marco na literatura bengali e nos estudos de gênero na Índia. A obra é frequentemente incluída em antologias literárias e estudos sobre autobiografia feminina e resistência silenciosa. Rassundari Devi é lembrada como pioneira da escrita autobiográfica no subcontinente indiano e como símbolo da luta pelo direito das mulheres à educação.